# Grandview (Indiana)
Grandview è un comune degli Stati Uniti d'America, situato nello Stato dell'Indiana, nella contea di Spencer.